# Mats Pastoor
Mats Pastoor (Geleen, 25 november 1994) is een Nederlandse voormalig handballer die tot 2020 uitkwam voor Limburg Lions.
Hij doorliep de jeugdopleiding bij BFC en ging hierna naar Limburg Lions. In 2016 verliet hij Limburg Lions en ging voor Sporting NeLo spelen. In 2019 keerde Pastoor weer terug naar Limburg Lions.
Begin 2020 stopte Pastoor noodgedwongen met zijn actieve handbalcarrière. Hij revalideerde toen nog van een tweetal knieoperaties, maar het lukte hem niet meer mentaal om wedstrijden te spelen.